# Cleistanthus gabonensis
Cleistanthus gabonensis är en emblikaväxtart som beskrevs av John Hutchinson. Cleistanthus gabonensis ingår i släktet Cleistanthus och familjen emblikaväxter. Inga underarter finns listade i Catalogue of Life.